# Sainte-Honorine-la-Guillaume
Sainte-Honorine-la-Guillaume – miejscowość i gmina we Francji, w regionie Normandia, w departamencie Orne.
Według danych na rok 1990 gminę zamieszkiwało 327 osób, a gęstość zaludnienia wynosiła 22 osoby/km² (wśród 1815 gmin Dolnej Normandii Sainte-Honorine-la-Guillaume plasuje się na 571. miejscu pod względem liczby ludności, natomiast pod względem powierzchni na miejscu 245.).